# Monumentul funerar al familiei Leonard (Cubolta)
Monumentul funerar al familiei Leonard este un monument amplasat în Cubolta, raionul Sîngerei, Republica Moldova. Este un monument de artă de importanță națională inclus în Registrul monumentelor Republicii Moldova ocrotite de stat cu nr. 2398 (raionul Sîngerei). Datează de la sf. sec. XIX.